# Kotso Shel Yod

Kotso Shel Yod (translittération de l'hébreu : קוצו של יוד) est un poème épique en hébreu de l'écrivain lituanien de langue hébraïque Judah Leib Gordon. Ce poème dédié à la femme de lettres Miriam Markel-Mosessohn est un vibrant plaidoyer pour l'amélioration des conditions de vie des femmes dans les communautés juives de Russie et plus généralement de l'Europe de l'Est dans le courant du XIXe siècle.

## Signification du titre

Lettre Yod en style traditionnel et moderne simplifié

Le yod est la dixième lettre de l'alphabet hébreu et ressemble au signe de ponctuation apostrophe en typographie. C'est la plus petite lettre de l'alphabet hébreu et a la forme d'un petit crochet. Il est souvent omis dans les textes hébreux. Kotso Shel Yod signifie littéralement le crochet du Yod, que l'on pourrait exprimer en français par le point sur le i et son oubli dans un texte légal va provoquer un drame.
Kotso Shel Yod est devenu une expression populaire en Israël signifiant qu'une toute petite chose peut avoir des conséquences importantes.

## Contexte

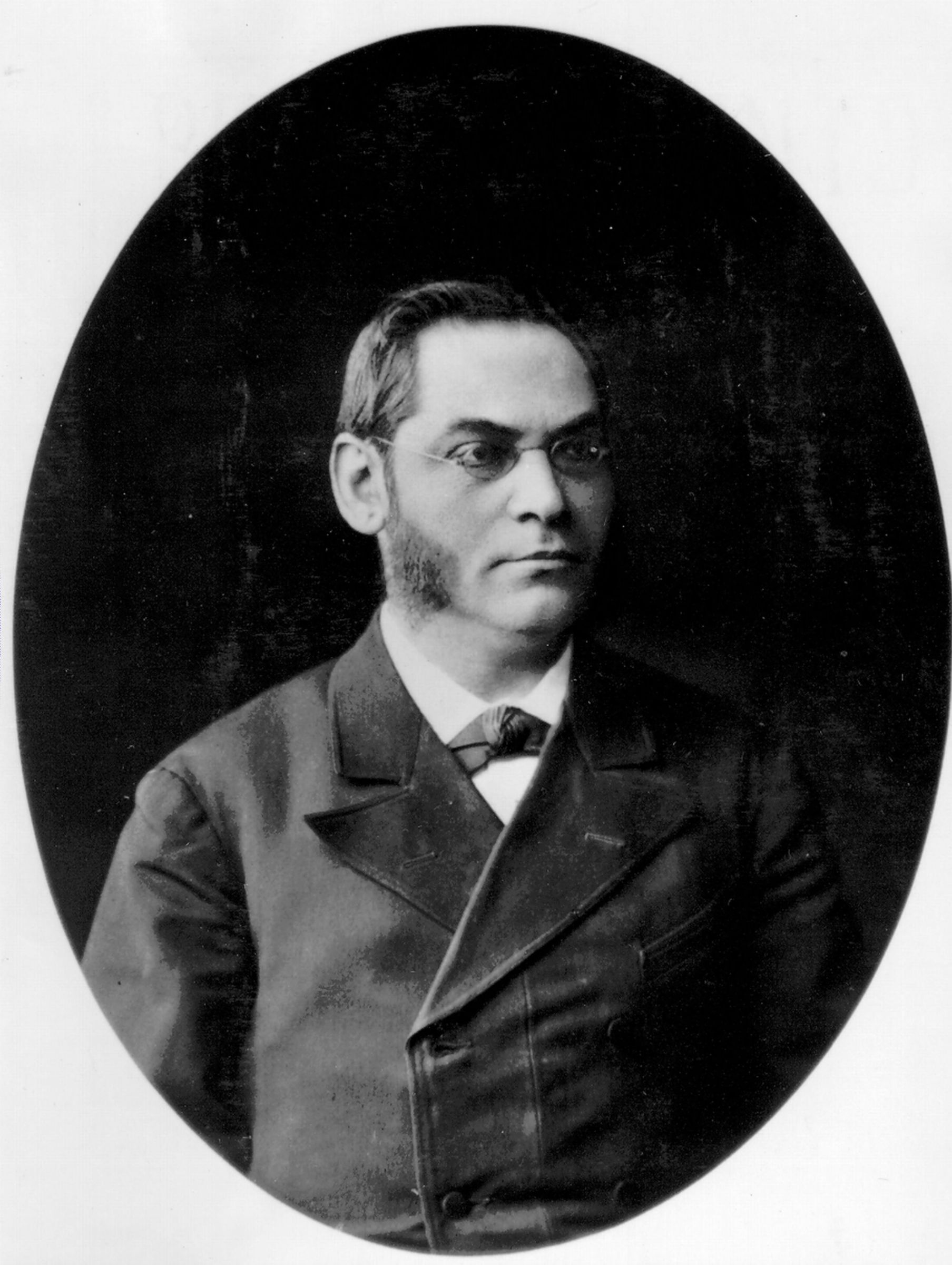
Judah Leib Gordon

Judah Leib Gordon (1830-1892) est un des écrivains acteurs de la renaissance de l'hébreu. Partisan de la Haskala, le mouvement de pensée juif inspiré du mouvement des Lumières qui s'est développé en Europe au XVIIIe siècle, il essaye par ses satires mettant en exergue les conditions déplorables de vie des Juifs dans les shtetls d'Europe de l'Est ainsi que la toute-puissance des rabbins, d'éveiller les Juifs russes aux nouvelles réalités de la vie.
En 1875, Gordon publie la satire en vers Kotso Shel Yod, qu'il dédie à Miriam Markel-Mosessohn, écrivaine et traductrice, une des rares femmes juives intellectuelles ayant reçu dans sa jeunesse et grâce à son père, une éducation identique à celle des garçons. D'après sa correspondance avec Miriam Markel-Mosessohn et son mari Anshel Markel, Gordon commence à travailler à ce poème dès 1870.
En 1871, il écrit dans la revue Ha-Melits :
« Est-ce vraiment une bonne chose…que les filles juives grandissent sans formation ni éducation? Elles qui vont être des mères d'enfants et des femmes au foyer, comment vont-elles pouvoir élever leurs enfants si elles-mêmes ne reçoivent aucune éducation dans leur jeunesse ? »
Dans une de ses lettres à Markel-Mosessohn, il affirme que le judaïsme peut être fier de ses grandes héroïnes qui ont joué des rôles positifs, telles que Myriam (sœur de Moïse et de Aaron), la prophétesse Debora, Hanna (mère du prophète Samuel) et Abigaïl (seconde épouse du roi David)...Judith (qui sauve les Juifs en tuant Holopherne), la reine Esther qui sauve les Juifs de l'extermination programmée par Haman et la sage Brouria, et il affirme :
« Dans notre nation, ces vues erronées (sur l'infériorisé des femmes) n'ont jamais pris racine et les femmes juives n'ont jamais été abaissées en dessous du niveau de leur mari. »
Gordon mentionnera qu'il a écrit ce poème « avec du sang et des larmes ».
Le combat de Gordon se situe dans le milieu juif, principalement celui des shtetls, ces petites villes ou villages de la zone de Résidence, où les Juifs sont contraints de vivre repliés sur eux-mêmes. Des écrivains russes tels que le poète  Nikolaï Nekrassov ou le romancier Nikolaï Tchernychevski ont, à la même époque, combattu aussi par leur plume pour l'amélioration de la condition de la femme dans la société russe.

## Analyse du poème
Ce long poème se compose en tout de 76 strophes de 10 vers chacune. Il est divisé en deux parties. La première de huit strophes, est une constatation générale de la condition déplorable de la femme juive. La seconde partie raconte l'histoire de la belle Bat-Sheva et de la décision pointilleuse et inique d'un rabbin, en contradiction avec celles de deux autres rabbins, qui lui refuse le divorce ce qui va à tout jamais ruiner la vie de Bat-Sheva.
Afin que les lecteurs soient conscients que l'histoire racontée se passe bien à leur époque et non dans des temps bibliques ou des temps reculés, Gordon fait jouer un rôle primordial à la construction d'une ligne de chemin de fer pour désenclaver le village.
Ben-Ami Feingold, professeur émérite à l'université de Tel Aviv, écrit dans son livre d'étude sur Kotso shel Yod que dans la première partie Gordon présente :
« sa cible idéologique comme une caricature dans une chaîne de caractères "comiques-grotesques" accentués. Le judaïsme voit la femme juive "comme une femme avec des règles", "une adoratrice d'idole", "une esclave", "une poule", "une prostituée", "un objet". Il déprécie volontairement son registre rhétorico-linguistique en incluant des mots tels que "nudité", "monstre", "excrément", et la "pollution du serpent". Gordon emploie une "stratégie nettement satirico-rhétorique"….

Du tout début, Gordon emploie la technique d'avilissement apriori de son opposant idéologique. »
La seconde partie du poème est une hyperbole qui met en valeur la nature aristocratique de l'héroïne. Gordon continue dans la caricature en définissant Bat-Sheva comme:
« une demi-déesse qui va être souillée par le vrai monde, dans ce cas le monde du judaïsme. Ce poème épique ressemble au style d'écriture allégorique qui caractérisait les premières œuvres de la Haskala avec un mélange de militantisme de persuasion.  »

## Sujets abordés dans le poème
Bat-Sheva est délaissée par son mari qui s'est enfui. Elle est donc considérée comme une Aguna (enchaînée) et ne peut donc refaire sa vie tant qu'elle n'a pas obtenu son divorce. Seul le guett, document de divorce, rédigé et signé par son mari, lui rendant sa liberté, lui permet de valider son divorce. Ce document est remis aux autorités religieuses afin de donner leur accord. Gordon s'élève contre cette procédure où la vie d'une femme dépend du bon vouloir de son mari.
Cette procédure est toujours d'actualité, principalement en Israël où les mariages et divorces sont de la compétence des autorités religieuses. Si un mari refuse de donner le guett à sa femme, malgré les pressions rabbiniques, les autorités civiles israéliennes vont jusqu'à le mettre en prison,. Si le mari a disparu ou est parti à l'étranger, la femme reste Aguna, ce qui pose un réel problème à la société israélienne en grande majorité laïque,.
Le mari de Bat-Sheva retrouvé, va rédiger le guett et l'envoyer à Bat-Sheva. Hélas, le rabbin local Vafsi Hakuzari, « pas un Gaon (rabbin important) ordinaire, mais un Gaon par excellence », contre l'avis de ses deux assistants, va refuser le guett sous prétexte qu'il manque la lettre Yod au nom du mari. Gordon s'emporte contre cet homme fanatique « qui ne sait que détruire et confisquer », et qu'« il a acquis une réputation comme le plus strict interprète de la Loi ». Sa sentence finale est tranchante et définitive, sans possibilité de recours: « Le guett est posul, invalide ».
Durant un séjour comme enseignant à Shavli, Gordon rencontre le rabbin et talmudiste R. Joseph Zechariah Stern, (1831–1903) qu'il considère comme un symbole de fanatisme religieux et d'inflexibilité. C'est en pensant à lui que Gordon décrit le rabbin Vafsi Hakuzari, dont le nom est l'anagramme de Joseph Zechariah.

## Le poème

### Le poème: prolégomènes
Les huit premières strophes décrivent les conditions de vie déplorables des femmes juives dans les shtetls : même intelligente, la femme juive est délibérément écartée des études, les rabbins affirmant qu'« apprendre la Torah à une fille c'est comme lui apprendre la déraison », que leur voix et leurs cheveux incitent à la débauche, qui doit être combattue comme un ennemi. On ne lui apprend pas l'hébreu, mais c'est pour son bien, car les portes de la synagogue lui sont fermées, et chaque jour les hommes entament la prière « Béni sois-tu seigneur qui ne nous a pas fait femme ».
La première strophe donne un aperçu de l'introduction :
« Femme juive, qui connaît ta vie ?
Tu es née dans l'obscurité et tu partiras dans l'obscurité, 
Tes peines et tes joies, tes espoirs et tes désirs
Sont nés avec toi et mourront avec toi.
La terre et ses plénitudes, tous les plaisirs et conforts
Sont octroyés aux filles des autres nations.
Mais la vie de la femme juive est une perpétuelle servitude, 
Ne quittant jamais son magasin pour aller à un endroit ou un autre;
Tu engendres, donnes naissance, tu allaites, tu sèvres, 
Tu cuisines et tu cuis, et prématurément tu te fanes. »
La femme n'est pas mieux considérée qu'un esclave, et dès qu'elle est en âge, elle est vendue au mieux offrant, enchaînée à un homme pas digne d'elle et incapable de l'entretenir, ni même de s'entretenir. « Est-ce que notre sœur doit être traitée comme une prostituée, ? »
« La main de ton père te commande dans ta jeunesse, 
Et dès que tu quittes sa maison, ton mari vient pour te dominer. »

### Le poème: l’épopée de Bat-Sheva
Bat-Sheva est une beauté juive vertueuse, « la plus jolie des femmes », fiancée à l’âge de 15 ans à Hillel, un virtuose du Talmud, envoyé par son père pendant deux ans à la ‘’yechiva’’ de Volozhin. Deux ans plus tard, ils sont mariés. Si toutes les filles de la ville jalousent Bat-Sheva, celle-ci cache son désespoir et quand le marié, lors de la cérémonie de mariage, casse le verre en mémoire de la destruction du Temple de Jérusalem, Gordon interpelle alors le lecteur :
« Nous nous souvenons depuis des milliers d'années de la destruction de la ville, 
Mais de la destruction des gens, nous durcissons notre cœur. »
Le couple a immédiatement deux enfants, et quand le père de Bat-Sheva ne peut plus subvenir à leurs besoins, Hillel, totalement ignorant de tout, sauf des livres sacrés, décide de partir à l'étranger, là où les gens disent que l'argent est comme des pierres.
Délaissée, Bat-Sheva vend ses bijoux et ouvre un petit commerce d'épicerie pour nourrir ses enfants. Les gens se moquent d'elle comme une future Aguna, et Bat-Sheva travaille sans repos du matin au soir, et pleure chaque nuit. Les mois passent ainsi, l'automne s'en va et revient le printemps.
La construction du chemin de fer amène de nombreuses personnes en ville, dont Fabi, un Juif éclairé, travaillant comme superviseur pour les chemins de fer, le parfait symbole du Juif moderne.
« Et Fabi était un Juif (son nom antérieur était Feibisgh)
Éclairé dans tous les domaines, avec un cœur magnanime, 
Un veuf vivant tout seul (sa femme est morte sans enfant), 
Et âgé de trente-deux ans.
Avec son intégrité et son discours cultivé
Il obtient bienveillance et amitié de tous ceux qui le connaissent. »
Fabi rencontre Bat-Sheva et découvre sa situation critique. Il tombe amoureux d'elle, et se met à la recherche de son mari disparu sans en avertir Bat-Sheva. Il apprend que celui-ci se trouve à Liverpool, et à l'aide d'une connaissance sur place, il obtient d'Hillel, moyennant la somme énorme de 500 pièces d'or, qu'il rédige le guett avant de s'embarquer l'Amérique.
Dès qu'il apprend que le guett a été expédié, Fabi annonce la bonne nouvelle à Bat-Sheva et lui déclare en même temps sa flamme. Fabi et Bat-Sheva tombent dans les bras l'un de l'autre. Ils rêvent de s'établir dès que le divorce sera prononcé à Saint-Pétersbourg, et de vivre dans le confort et l'abondance.
Avant l'arrivée du messager en provenance de Liverpool, ils apprennent par les journaux le naufrage du Serpent crochu, le bateau sur lequel avait embarqué Hillel, et qu'il n'y avait pas eu de survivants.
Le guett est amené directement au rabbin local, son Excellence Vofsi le Kuzari.qui appelle ses deux juges. Celui qui ouvre le document le lit à haute voix et annonce : « C'est précisément conforme à la loi../Il n'y a rien d'erroné dedans. /Le courrier peut être délivré à la femme qui demande le divorce ». Cependant le rav Vofsi, ayant à peine regardé le guett, déclare au messager :
« …Cela ne s'en approche même pas !
Ne voyez vous pas tous que le papier de divorce n'est pas valable :
Le nom Hillel est écrit sans la lettre Yod, défectueux. »
En apprenant que le guett est posul, invalide, Bat-Sheva s'évanouit. Tout le monde est conscient de l'injustice faite à Bat-Sheva: « L'Aguna va rester une Aguna », elle ne pourra jamais se remarier. Bat-Sheva va se rétablir lentement, mais entretemps son commerce a périclité.
Fabi, veut lui prêter de l'argent pour assurer sa subsistance et celle de ses enfants, mais par amour-propre elle refuse, ne voulant rien recevoir d'un étranger.
Dans l'avant-dernière strophe, le train arrive en ville, et parmi les pauvres femmes juives essayant de vendre toute sorte de nourriture, on peut apercevoir une femme aux cheveux gris, bien qu'encore jeune, en haillons avec ses deux enfants la tenant par l'ourlet de ses vêtements.
Malgré ses misères, Bat-Sheva croit toujours en Dieu, et les derniers vers du poème sont éloquents :
« Après tout, mon Tout-Puissant Créateur m'a doté de merveilleux talents, 
La chance m'a autrefois souri, 
J'avais pratiquement atteint le point de tout avoir
Moi et mes enfants
Mais ce fut le petit bout d'un Yod qui a conduit à ma ruine. »

## Réactions à la publication
Kotso Shel Yod est publié en 1875 en trois parties dans la revue Ha-Shahar no 10 pages 565 à 573; no 11 pages 635 à 645 et no 12 pages : 713 à 719. Il est repris dans l'édition complète des poèmes de Gordon : Kol Shire Yehudah en 1883-1885; pages 129 à 140.
Dès sa publication, ce poème déchaîne un torrent de controverses et d'acclamations. Les critiques attaquent Gordon sur des points précis et non sur l'esprit du texte dont le but principal est de révéler les inégalités entre hommes et femmes ainsi que la toute-puissance des autorités religieuses.
Une telle histoire peut-elle survenir dans la réalité ?, Le rabbin Joseph Stern de Shavli, pris comme modèle par Gordon pour son personnage de Kuzari, était-il vraiment aussi obscurantiste ou en réalité un juriste plutôt clément ? Est-ce que dans la réalité, le rabbin se devait-il d'annuler le divorce pour cette raison ? Est-ce qu'une femme mariée peut embrasser son soupirant avant son divorce ? Surtout, dans ce poème, Gordon est-il honnête et exact ?